# Dorfkirche Sedlitz

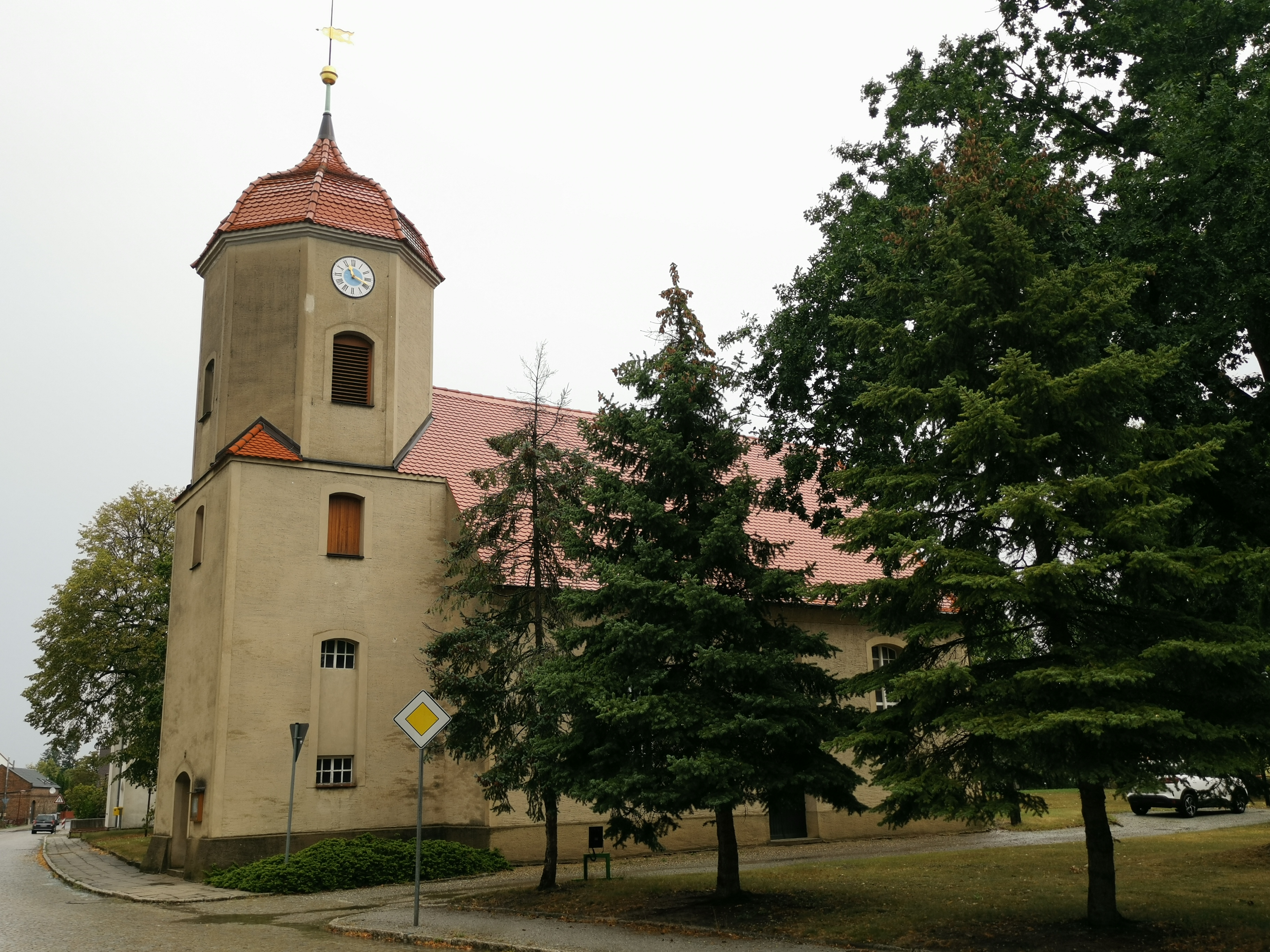
Dorfkirche Sedlitz (2020)

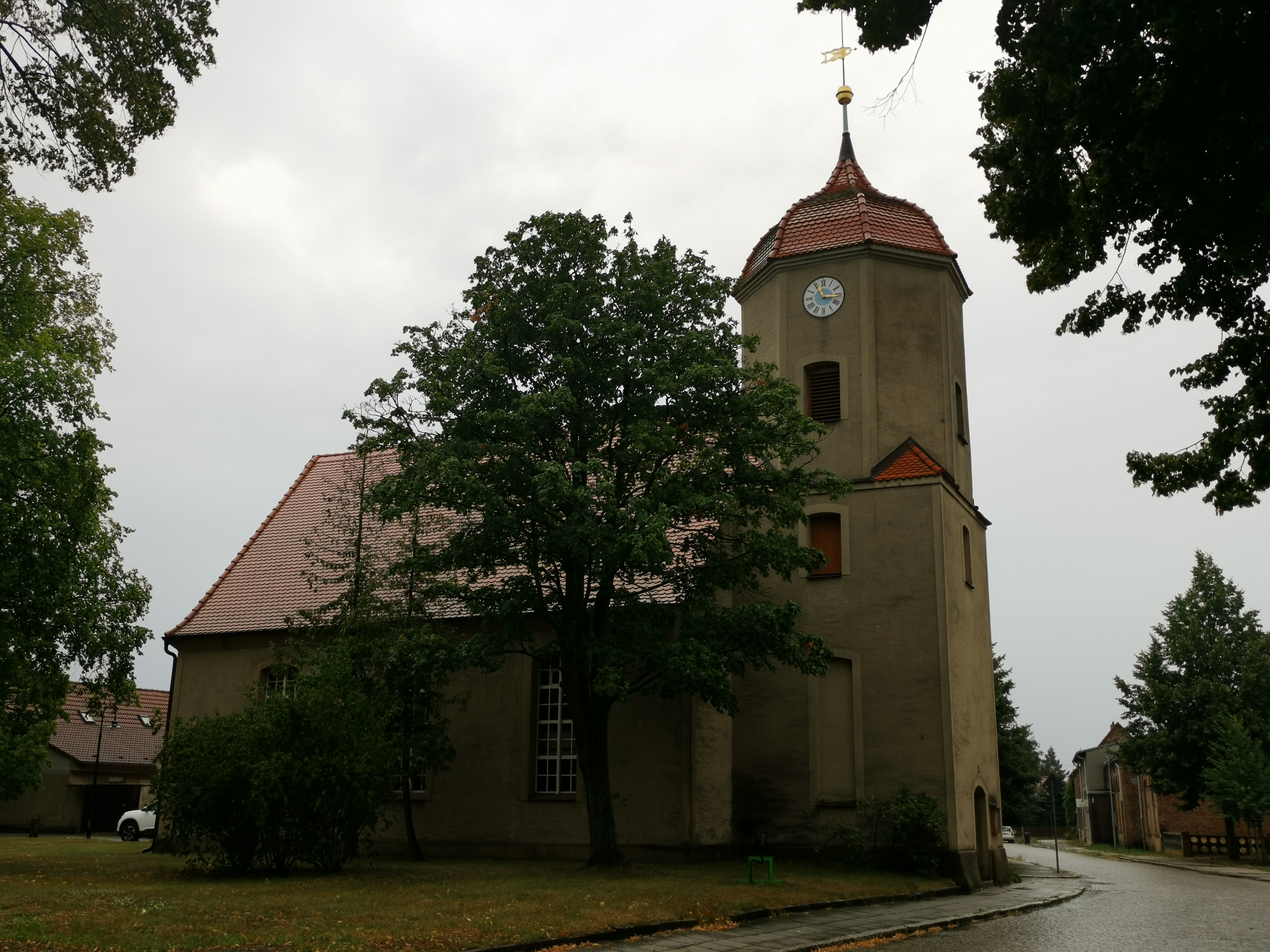
Die Kirche mit Blick aus Richtung Norden (2020)

Die Dorfkirche Sedlitz ist das Kirchengebäude im Ortsteil Sedlitz der Stadt Senftenberg im Landkreis Oberspreewald-Lausitz in Brandenburg. Die Kirche gehört der Kirchengemeinde Sedlitz im Kirchenkreis Niederlausitz, der wiederum zur Evangelischen Kirche Berlin-Brandenburg-schlesische Oberlausitz gehört. Sie steht unter Denkmalschutz.

## Architektur und Geschichte
Die verputzte Saalkirche in Sedlitz wurde zu Beginn der 1820er Jahre im Stil des sogenannten Bauernbarock errichtet und im Jahr 1823 geweiht. Sie hat einen Dreiachtelschluss und ein darüber abgewalmtes Satteldach und einen quadratischen Westturm mit achteckigem Aufsatz, der mit einer Schweifhaube mit Turmkugel und Wetterfahne bekrönt ist. Die Fenster sowie die Eingangsportale im Westen und Süden sind stichbogige Öffnungen. Die Fenster reichen im Wesentlichen über zwei Geschosse, über dem Südportal ist das Fenster entsprechend verkleinert. Der Turmaufsatz hat Schallöffnungen an der Nord-, Süd- und Westseite und eine Turmuhr im Norden und im Süden.
Der Innenraum ist flachgedeckt, die mit Bibelsprüchen verzierte Hufeisenempore und die Ausstattung stammen aus der Bauzeit. Zur Ausstattung gehören ein Kanzelaltar mit polygonalem Kanzelkorb, der mit Säulen flankiert ist. In der Kirche steht außerdem eine Figur der heiligen Barbara, der Schutzpatronin der Bergleute.

## Kirchengemeinde
Die Sedlitzer Kirche war zunächst eine Filialkirche von Senftenberg. Die sorbischsprachigen Gottesdienste in Sedlitz wurden 1865 eingestellt, obwohl die Gemeinde auch 20 Jahre später noch einen sorbischsprachigen Bevölkerungsanteil von 96 Prozent hatte. Heute ist Sedlitz Sitz der Kirchengemeinde Sedlitz, zu der die Dorfkirche Allmosen als Filiale gehört.
Bis 1945 gehörte Sedlitz zur Evangelischen Landeskirche der älteren Provinzen Preußens, danach kam die Kirchengemeinde zur Evangelischen Kirche in Berlin-Brandenburg. Sie war dort dem Kirchenkreis Senftenberg und ab dem 1. Juli 1998 dem Kirchenkreis Senftenberg-Spremberg unterstellt. Am 1. Januar 2004 schlossen sich die Evangelische Kirche in Berlin-Brandenburg und die Evangelische Kirche der schlesischen Oberlausitz zur Evangelischen Kirche Berlin-Brandenburg-schlesische Oberlausitz zusammen. Seit der Auflösung des Kirchenkreises Senftenberg-Spremberg am 1. Januar 2020 gehört Sedlitz zum Kirchenkreis Niederlausitz.